# Цейтлин, Марк Данилович
Марк Дани́лович Це́йтлин (23 сентября 1943, Фрунзе — 24 января 2022, Иерусалим) — израильский, ранее советский, шахматист, гроссмейстер (1997).

## Биография
Вырос в Ленинграде. Чемпион города в 1970, 1975, 1976, и (совместно) 1978 г.г.. Участник чемпионатов СССР (1967, 1970, 1971). Звание международного мастера получено в 1978 году, стал гроссмейстером в 1997.
Репатриировался в Израиль, где был тренером в клубе Eliahu Levant Chess club (Беер-Шева).
С апреля 2007 года его рейтинг составлял 2491, он находился на 23-м месте в Израиле и 796 в мире. Максимальный рейтинг 2545 был достигнут в 1995 году.
В 2007 году получил звание чемпиона Beer-Sheva Chess Club.
На протяжении своей шахматной карьеры он провёл игры с большинством крупнейших шахматистов планеты, включая Гарри Каспарова, Анатолия Карпова, Виктора Корчного (четыре встречи были в пользу М. Цейтлина). Список самых крупных побед Цейтлина включает 1-е место в Полянице-Здруй (1978), и второе в Трнаве (1979).
Марк Цейтлин был секундантом или входил в тренерский штаб В. Корчного (1974, в финальном матче претендентов против Т. Петросяна), А. Карпова (1986, в матче-реванше против Г. Каспарова), а также Н. Иоселиани, И. Левитиной, Л. Юдасина.

## Изменения рейтинга
| Графики недоступны из-за технических проблем. См. информацию на Фабрикаторе и на mediawiki.org. |